# Nona Sobo
Mariona Soley i Bosch (Tailandia, 2 de marzo de 2000), más conocida artísticamente como Nona Sobo, es una actriz y modelo española.

## Biografía
Nacida en Tailandia, fue adoptada por una familia de Caldas de Montbui, en la comarca del Vallés Oriental, cerca de Barcelona, y comenzó como modelo en Cataluña.
Es especialmente conocida por su papel en la serie de televisión de éxito internacional Entrevías, emitida por Telecinco y Netflix desde 2022. La serie está situada en el barrio de Entrevías de Madrid.
Tiene uno de los papeles principales: Irene, nieta de Tirso (interpretado por José Coronado) y novia de Nelson (interpretado por el joven actor colombiano Felipe Londoño).

## Filmografía
| Año         | Título             | Personaje             | Créditos                                     |
| ----------- | ------------------ | --------------------- | -------------------------------------------- |
| 2022 - 2024 | Entrevías          | Irene Sánchez Abantos | Reparto principal; 26 episodios              |
| 2023        | Bienvenidos a Edén | Som Sisuk             | Reparto principal (temporada 2); 8 episodios |